# Petr Holub
Petr Holub (* 1958, Praha) je český novinář. Od roku 2020 působí jako součást týmu serveru Seznam Zprávy.

## Život a činnost
Během práce v dělnických profesích složil v roce 1986 maturitu na Střední knihovnické škole. Studoval Matematicko-fyzikální fakultu Karlovy univerzity, kterou nedokončil.
Od roku 1992 pracoval jako novinář v řadě redakcí: Respekt (v letech 1998 až 2002 ve funkci šéfredaktora), Hospodářské noviny, Aktuálně.cz, Mladá fronta Dnes a Echo24. V roce 2020 přešel do redakce zpravodajského webu Seznam Zprávy. Externě pro Český rozhlas Plus komentuje politické a ekonomické události.

## Dílo
Je autorem či spoluautorem několika knih:
- Co se stane, když se zhasne?: dvě podoby české privatizace, Prostor, 2004, ISBN 80-7260-110-5
- Nemilosrdné příběhy českých dějin, Respekt Publishing, 2006, ISBN 80-7258-241-0
- Orosené dějiny, Zeď, 2018, ISBN 978-80-906593-6-0
- Orosené dějiny, Univerzita Jana Evangelisty Purkyně, 2019, ISBN 978-80-7561-168-0
- Koronavirus, falešný poplach, Echo Media, 2020, ISBN 978-80-907406-1-7